# Фибих, Клара
Клара Фи́бих (нем. Clara Viebig; 17 июля 1860, Трир — 31 июля 1952, Берлин) — немецкая писательница, журналистка, виднейшая представительница реалистической прозы и областнической провинциальной литературы Германии («хайматкунст»).

## Биография
После смерти отца, старшего государственной советника, вместе в матерью переехала в Берлин, где до 1883 года обучалась вокалу в столичной Музыкальной академии. В студенческие годы увлекалась литературой французских писателей-реалистов. Находилась по влиянием творчества Эмиля Золя. В 1896 году вышла замуж за немецкого издателя еврейского происхождения Фридриха Кона, совладельца «Вerliner Verlagsbuchhandlung Flieschel & Co» (после 1901 издательство называлось «Berliner Verlagsbuchhandlung Fontane & Co»).
В 1898—1933 часто путешествовала в одиночку или вместе с мужем по различным уголках мира. Посетила, в частности, Базель, Гаагу, Люксембург, Нью-Йорк, Париж, Санкт-Петербург и Вену. Впечатления от путешествий публиковала в прессе.
После прихода к власти нацистов в 1933 — Клара Фибих ограничила свою литературную деятельность, в основном, из-за преследований супружеской пары обвиненной в «расовой измене». Ф. Кон умер в 1936 году.
В годы 1940—1946 известная писательница жила в Судетской области в г. Миттельвальде, оставаясь в вынужденной эмиграции. В 1942 пошла на сотрудничество с нацистами и получила разрешение на публикацию некоторых своих произведений («Силезия вниз», 1942) .
В 1946 году после окончания войны Клара Фибих вернулась в Берлин, где прожила до конца своей жизни. Похоронена согласно её завещанию на Северном кладбище в Дюссельдорфе в семейной гробнице рядом с отцом.

## Творчество
Дебютировала в литературе, будучи уже зрелой женщиной в 34 года, в берлинской ежедневной газете «Volkszeitung». Брак с издателем Ф. Коном, позволил ей полностью посвятить себя литературному творчеству и опубликовать почти все литературные произведения.
В 1890-х годах примкнула к натуралистическому направлению. В целом ряде произведений — романов и повестей — Клара Фибих изображала, главным образом, быт и нравы немецкой деревни и провинции («Kinder der Eifel», 1897), немецкое бюргерство («Rheinlangetöchter», 1897), тяжелую борьбу за существование в условиях городской буржуазной культуры, в особенности — тяготы и жалкое прозябание столичной прислуги («Das tägliche Brot», 1901), бедственное положение крестьянок («Dorfsfrauen», 1900).
В некоторых романах Фибих затрагивает вопросы воспитания молодого поколения («Die Passion», 1925). Особое внимание Фибих привлекали: борьба национальностей в Прусской Польше, польско-прусские и прусско-рейнские отношения («Die Wacht am Rhein», 1902; «Das schlafende Heer», 1904). В 1923 написала небольшой роман «Красное море» на тему об империалистической войне и отчасти о первых днях революции в Германии. Он проникнут столь характерным для прозаика сентиментализмом и пацифизмом.
Во время Первой мировой войны, Фибих опубликовала в газетах и журналах ряд патриотических статей.
В 1912 году по сценарию Клары Фибих на кинофирме «Литтерария» был снят фильм «Самсон и Далила».

## Избранная библиография
- Kinder der Eifel (1897)
- Barbara Holzer (1897)
- Dilettanten des Lebens (1897)
- Rheinlandstöchter (1897)
- Vor Tau und Tag (1898)
- Dilettanten des Lebens (1899)
- Es lebe die Kunst (1899)
- Das Weiberdorf. Bad Bertrich: Rhein-Mosel-Verl. 2003. ISBN 3-929745-00-3 (Repr. d. Ausg. Berlin 1900)
- Das tägliche Brot (1900)
- Die Rosenkranzjungfer (1900)
- Die Wacht am Rhein (1902)
- Vom Müller Hannes (1903)
- Das schlafende Heer (1904)
- Der Kampf um den Mann. Zyklus aus vier Einaktern (1905)
- Naturgewalten (1905)
- Einer Mutter Sohn (1906)
- Absolvo te! (1907)
- Das Kreuz im Venn (1908)
- Die vor den Toren (1910), als Knaur Taschenbuch, München 1985, ISBN 3-426-01225-1.
- Das Eisen im Feuer (1913)
- Heimat (1914)
- Eine Handvoll Erde (1915)
- Kinder der Eifel (1916)
- Töchter der Hekuba (1917)
- Das rote Meer (1920)
- Unter dem Freiheitsbaum. Bad Bertrich: Rhein-Mosel-Verl., 2000. ISBN 3-929745-41-0 (Reprint der Ausgabe Berlin 1922)
- Menschen und Straßen (1923)
- Der einsame Mann (1924)
- Franzosenzeit (1925)
- Die Passion (1925); Neuauflage 2012, Verlag Traugott Bautz, Nordhausen. ISBN 978-3-88309-739-8 (ungekürzte Wiedergabe des Originaltextes der Ausgabe Berlin 1925)
- Die goldenen Berge (1928)
- Charlotte von Weiß (1929)
- Die mit den tausend Kindern (1929)
- Prinzen, Prälaten und Sansculotten (1931)
- Menschen unter Zwang (1932)
- Insel der Hoffnung (1933)
- Der Vielgeliebte und die Vielgehaßte (1935)